# Тетеров
Тетерів (нім. Teterow) — місто, розташоване неподалік міста Росток у землі Мекленбург-Передня Померанія (Німеччина). Входить до складу району Росток.

## Назва
Назва фіксувалася в кількох варіантах: Teterow, Teterowo, Teterowe, Teteriw, Thitherow тощо, але найдавніші варіанти назви — саме Тетерів або Тетерове [джерело?].
В офіційних документах фігурує назва Teterow, але в туристичній та історичній просвітницькій роботі вживана і назва Тетерове.
Населений пункт названо так близько тисячоліття тому місцевим слов'янським людом на честь однойменного птаха «тетерев» (тетерук).

## Галерея

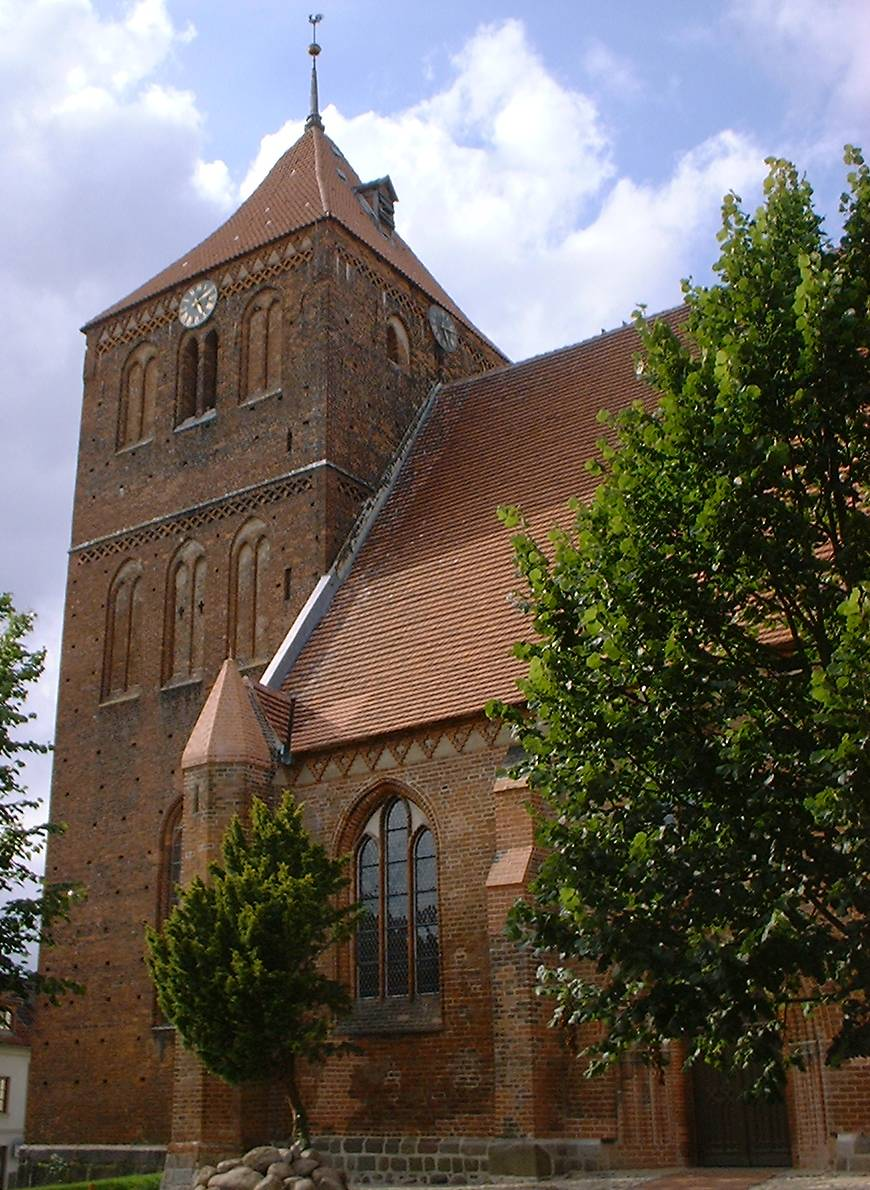
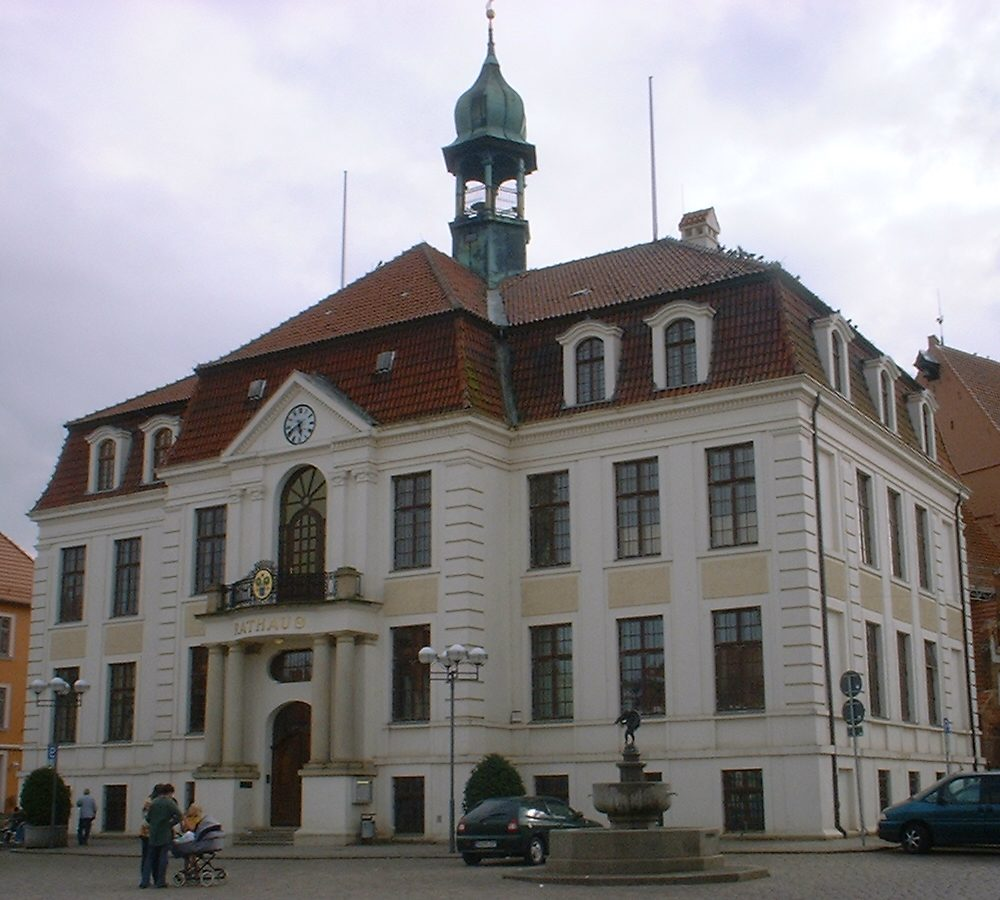
Ратуша
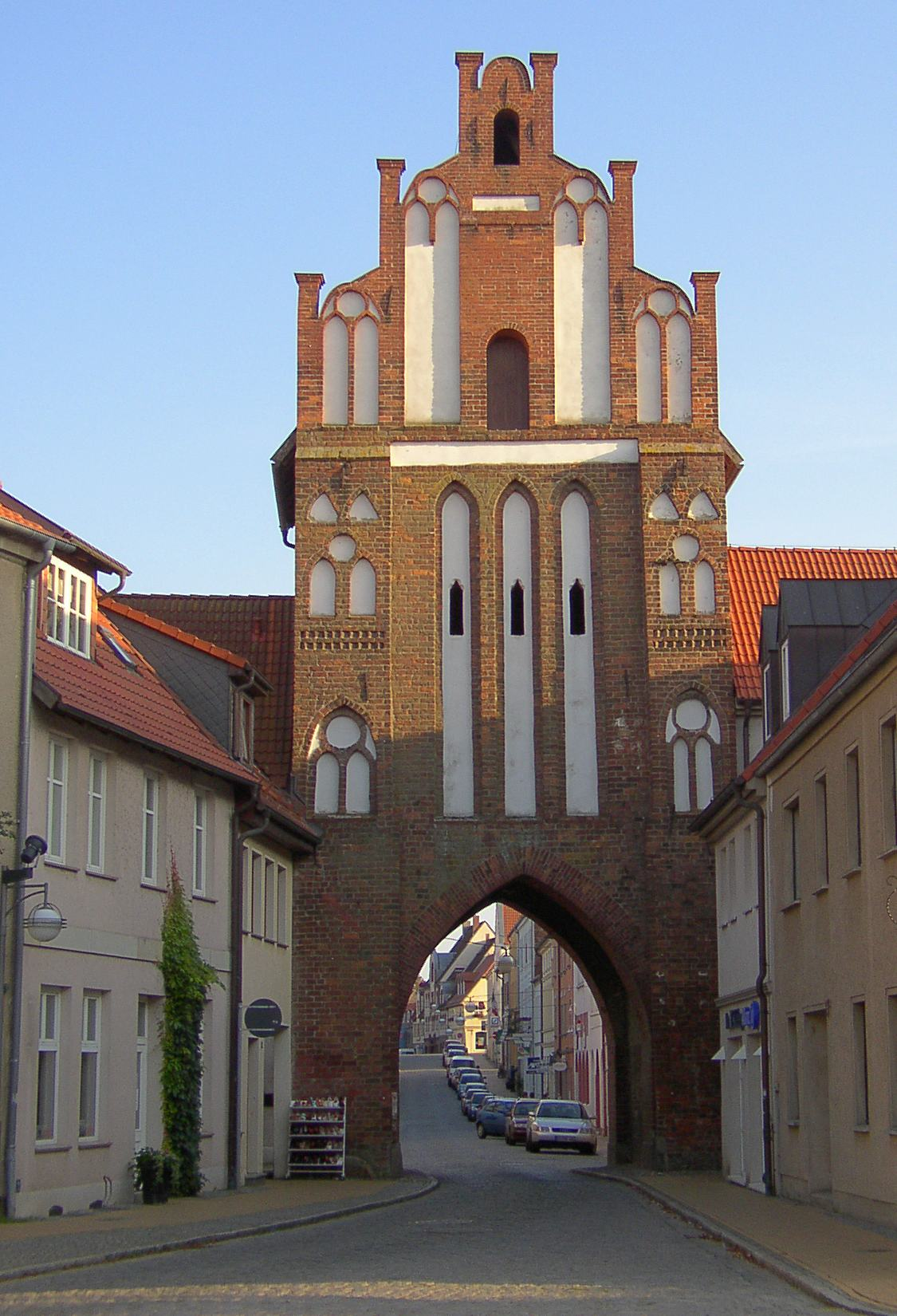
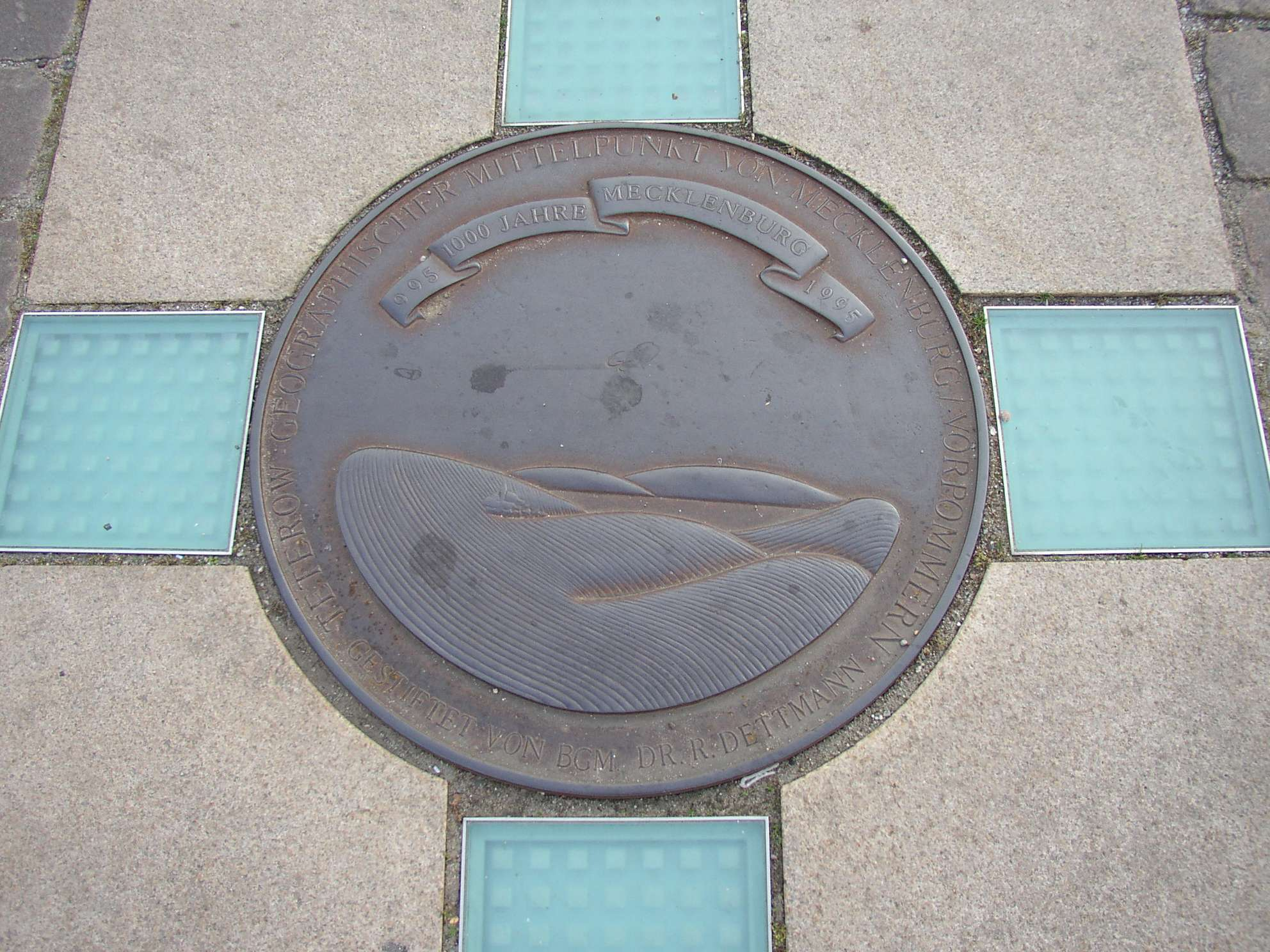
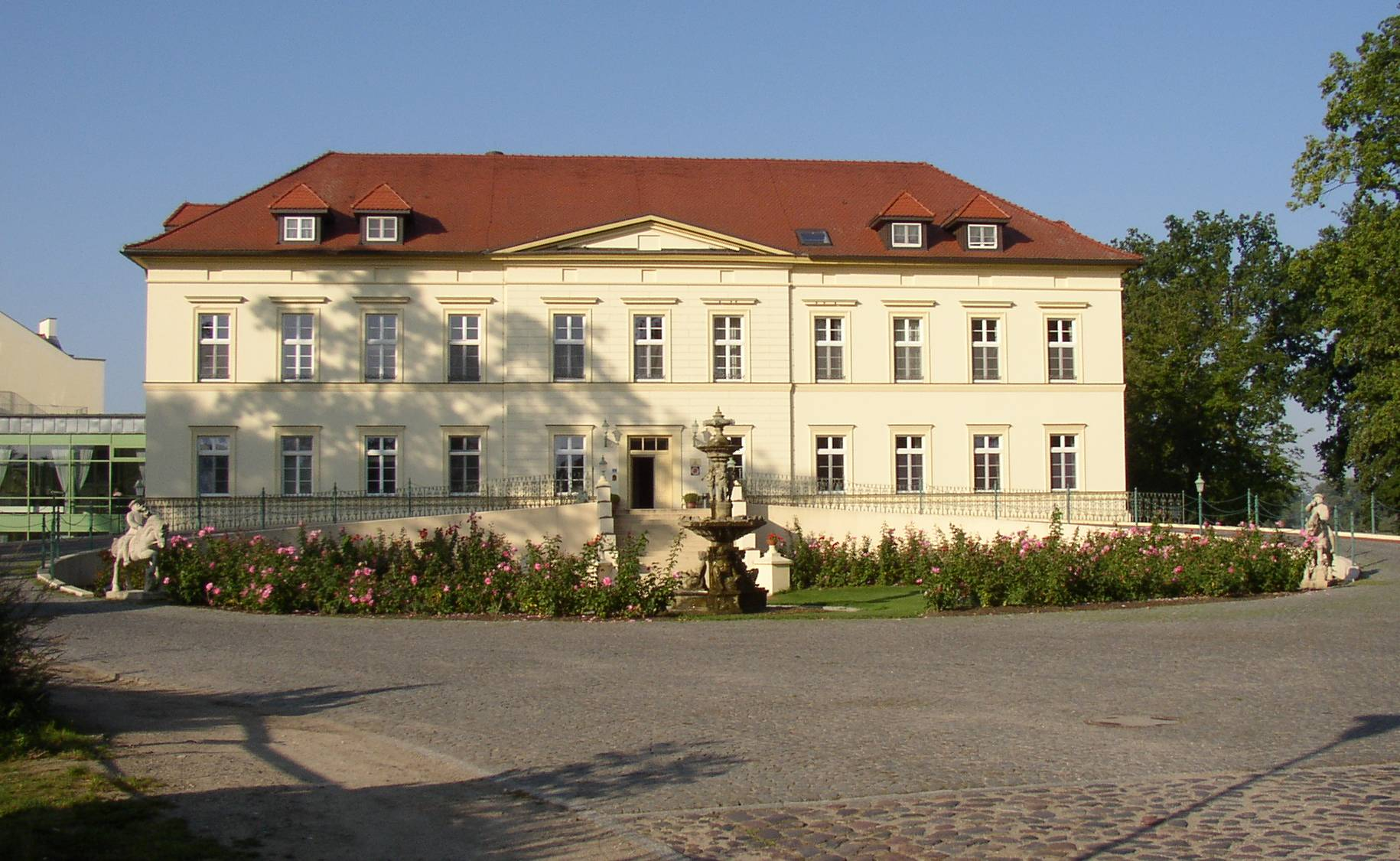
Замок
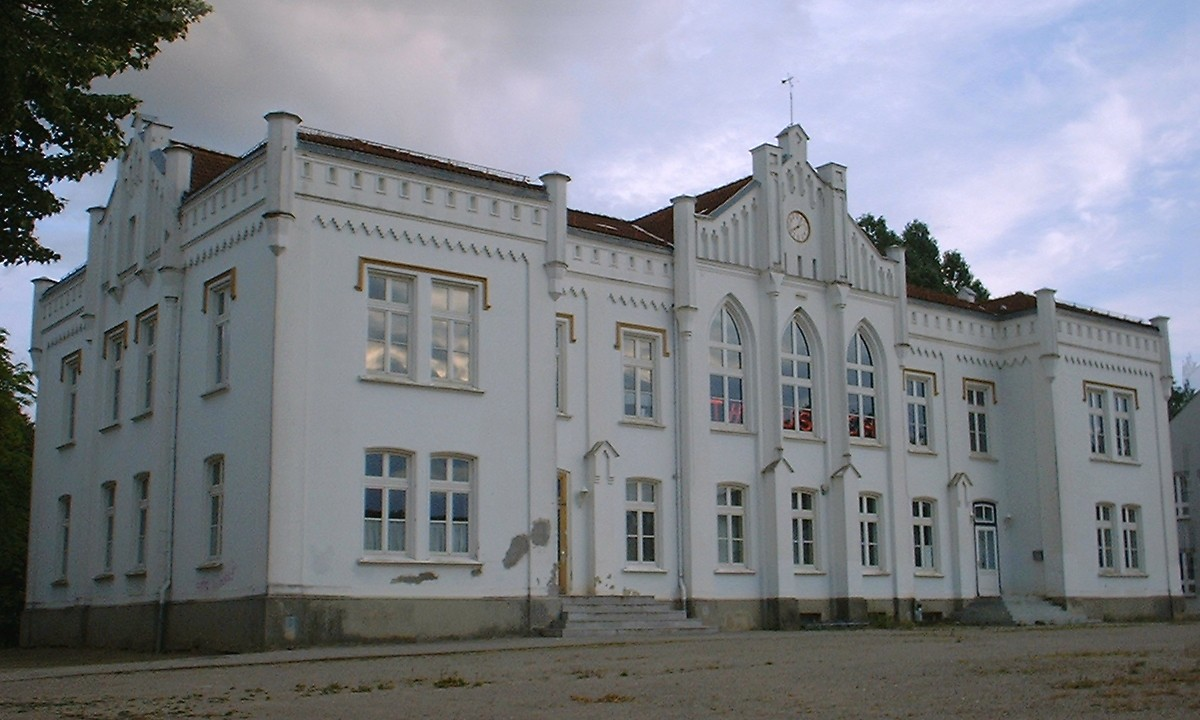